# 天主教芜湖教区
蕪湖教區（拉丁語：ioecesis Uhuvensis）是天主教在中國安徽省東南部設立的一個教區，屬安徽教省。

## 歷史
1921年8月8日，從江南宗座代牧區分設安徽宗座代牧區，管轄安徽全省教務，由西班牙耶穌會神父負責。1924年12月3日，根據主教座堂所在地名稱更名為蕪湖宗座代牧區。
1929年，從蕪湖宗座代牧區分出安徽省北部和西部，成立蚌埠宗座代牧區和安慶宗座代牧區。
1946年4月11日，聖座在中國建立聖統制，蕪湖宗座代牧區升格為蕪湖教區。
1949年10月1日，中國共產黨在中國大陸地區建立中華人民共和國，並開始針對天主教進行宗教迫害及打壓。1952年，蒲廬主教及其他外國傳教士先後被中國政府驅逐出境。
2001年7月，中國官方組織中國天主教愛國會未經聖座准許，擅自將安徽省內的安慶總教區、蚌埠教區和蕪湖教區合併為安徽教區，蕪湖教區被撤銷。

## 主教座堂
蕪湖聖若瑟主教座堂

## 歷任主教

### 安徽宗座代牧
- 胡其昭（1922年至1924年）

### 蕪湖宗座代牧
- 胡其昭（1924年至1935年）
- 蒲廬（1936年至1946年）

### 蕪湖主教
- 蒲廬（1946年至1969年）
- Zhang Feng-zao（1990年至1994年）：1990年非法自選自聖[2]
- 朱化宇（1997年至2005年）：1997年非法自選自聖[3]